# Frihetens språk
Frihetens språk är en antologi med politiska texter och dikter av Harold Pinter som fick nobelpriset i litteratur 2005. Hans nobelföreläsning var en svidande uppgörelse med den lögn som han anser regerar västvärlden. Hans engagemang mot förtryck och ofrihet var djupt och erkänt av många. Det omfattade alltifrån revolutionen i Nicaragua och förtrycket av minoriteter i Turkiet på 1980-talet till Nato:s militära angrepp mot Jugoslavien och Irak.
Pinter angriper propaganda och det politiska språket som ofta är vilseledande.
| ”                                 | Trots synnerligen dåliga odds tror jag att en orubblig, bergfast och hårdnackad intellektuell beslutsamhet för att fastställa vad som verkligen är sant i våra liv och samhällen är en fundamental förpliktelse,som åligger oss alla som medborgare. Den är i själva verket tvingande. | „ |
| – Harold Pinter, 10 december 2005 | |   |

Antologin har undertiteln Poesi och politik 1983–2007. Den innehåller 24 dikter, 14 artiklar, tal och intervjuer och avslutas med ett efterord av John Pilger.

## Originalcitat
1. ↑  
”I believe that despite the enormous odds which exist, unflinching, unswerving, fierce intellectual determination, as citizens, to define the real truth of our lives and our societies is a crucial obligation which devolves upon us all. It is in fact mandatory.”[2]